# Mattias Järvinen Palme
Sven Mattias Järvinen Palme, ogift Palme, född 18 maj 1968 i Vällingby kyrkobokföringsdistrikt, Stockholms län, är en svensk arkitekt.

## Bakgrund
Mattias Palme föddes som son till blivande statsministern Olof Palme och hans maka Lisbeth, född Beck-Friis. Vidare är han bror till Joakim och Mårten Palme. År 2012 var bröderna Palme med i tv-programmet Skavlan där de pratade om hur det var att växa upp som söner till Olof Palme.
Efter studier i miljörätt 1990 vid Uppsala universitet utbildade sig Järvinen Palme till arkitekt 1991–1997 vid Kungliga Tekniska högskolan (KTH). Mellan 2005 och 2006 studerade han hållbart byggande vid Kungliga Konsthögskolan.

## Karriär
Åren 1995–2003 arbetade Järvinen Palme som assisterande arkitekt på Johan Celsing Arkitektkontor. Han var sedan med och startade firman LLP Arkitektkontor (Larsson Lindstrand Palme).
Han har bland annat ritat Älvstrandens bildningscentrum i Hagfors kommun, passivhuset Adolfsbergsskolan i Knivsta kommun, Kronängsskolan i Vaxholms kommun, Vrå skola i Knivsta kommun och Sporthallen vid Södertörns högskola i Huddinge kommun.

## Familj
Mattias Järvinen Palme var tidigare gift med artisten Anna Järvinen och har tre barn i två tidigare äktenskap.

## Priser och utmärkelser
- 1999 –  honnörsstipendiat, ”Best Graduate of the Year”, vid arkitektskolan på KTH i Stockholm.[12]

- 2009 – tidskriften Arkitekturs Debutpris 2009 för arbetet med ett sommarhus på Fårö, med motiveringen "en raffinerat enkel volym, som givits en rikedom av genomarbetade detaljer och arkitektoniska uttryck".[15]

- 2020 – nominerad till 2020 års Kasper Salin-pris för Adolfbergsskolan i Knivsta.[16][17]